# Dogfight

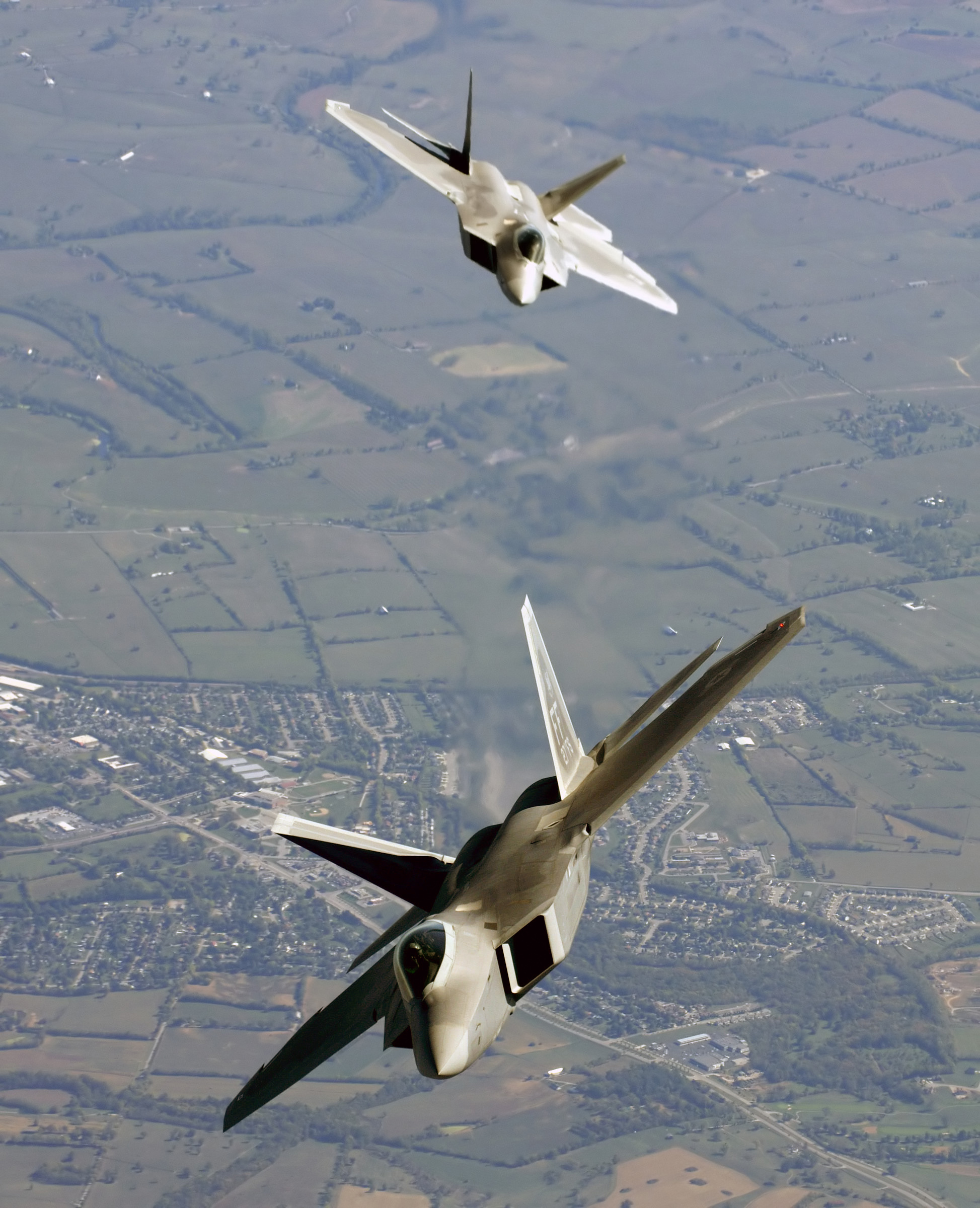
Caças F-22 Raptors sobre Utah em outubro de 2005 simulando um dogfight

Dogfight é um termo usado na aviação a nível internacional sobre o combate aéreo, entre dois aviões de caça, num espaço de curto alcance. Este termo surgiu pela primeira vez no México, em 1913, pouco tempo depois da invenção do avião. Até 1992, foi uma componente presente em todos os grandes teatros de guerra onde houve intervenção de forças aeronáuticas, isto apesar de se acreditar desde o final da Segunda Guerra Mundial que, com a evolução das armas de longo alcance, o combate entre aviões de caça num espaço de curto alcance iria acabar.
No século XXI a terminologia para o combate ar-ar é "manobra de combate aéreo", um termo que se refere a situações tácticas que podem requerer o uso de manobras básicas de combate para atacar ou abandonar uma posição. Contudo, isto difere de guerra aérea, outro termo que trata da estratégia usada no planeamento e execução de várias missões.